# Cellier-du-Luc
Cellier-du-Luc – miejscowość i gmina we Francji, w regionie Owernia-Rodan-Alpy, w departamencie Ardèche.
Według danych na rok 1990 gminę zamieszkiwało 106 osób, a gęstość zaludnienia wynosiła 7 osób/km² (wśród 2880 gmin regionu Rodan-Alpy Cellier-du-Luc plasuje się na 1515. miejscu pod względem liczby ludności, natomiast pod względem powierzchni na miejscu 763.).